# Schiava degli apaches
Schiava degli apaches (Trooper Hook) è un film del 1957 diretto da Charles Marquis Warren. Il film è conosciuto in Italia anche con il titolo La schiava degli apaches.
È un western statunitense con Joel McCrea, Barbara Stanwyck e Earl Holliman. È basato sul racconto breve Sergeant Houck di Jack Schaefer, pubblicato su Collier's nel 1951.

## Produzione
Il film, diretto da Charles Marquis Warren su una sceneggiatura di David Victor, Martin Berkeley e Herbert Little Jr. e un soggetto di Jack Schaefer, fu prodotto da Sol Baer Fielding per la Filmaster Productions e la Fielding Productions e girato nei California Studios a Hollywood, California, e a Kanab, Utah, da inizio settembre all'inizio di ottobre 1956. Il titolo di lavorazione fu Sergeant Houck. Il brano della colonna sonora Trooper Hook, cantato da Tex Ritter, fu composto da Mitzi Cummings (parole) e Gerald Fried (musica).

## Distribuzione
Il film fu distribuito con il titolo Trooper Hook negli Stati Uniti dal 12 luglio 1957 dalla United Artists.
Altre distribuzioni:
- in Finlandia il 24 gennaio 1958 (Intiaanipoika)
- in Svezia il 22 dicembre 1958 (Trooper Hook)
- in Germania Ovest il 13 marzo 1959 (Fluch der Gewalt)
- in Austria nel giugno del 1959 (Fluch der Gewalt)
- in Brasile (Vingança no Coração)
- in Spagna (El sargento Hook)
- in Francia (Trooper Hook)
- in Italia (Schiava degli apaches) (La schiava degli apaches)

## Critica
Secondo il Morandini il film è un "western di serie B"... "diretto con probo artigianato" in cui risalta la psicologia più che l'azione.